# يولاندا فاريلا
يولاندا فاريلا (بالإسبانية: Yolanda Varela)‏ هي ممثلة مكسيكية، ولدت في 30 مارس 1930 بمدينة مكسيكو في المكسيك، وتوفيت بنفس المكان في 29 أغسطس 2009.

## وصلات خارجية
- يولاندا فاريلا على موقع IMDb (الإنجليزية)
- يولاندا فاريلا على موقع ألو سيني (الفرنسية)
- يولاندا فاريلا على موقع أول موفي (الإنجليزية)
- يولاندا فاريلا على موقع قاعدة بيانات الفيلم (الإنجليزية)
- يولاندا فاريلا على موقع كينوبويسك (الروسية)